# Nevers
Nevers er en by i Bourgogne-regionen i Frankrig. Byen er hovedstaden i Nièvre-departementet.
I bymidten findes en række ældre monumenter såsom Palais Ducal og Sankt Bernadette-kapellet, hvor Bernadette Soubirous fra Lourdes døde.
Nevers var sammen med Dijon et af to centre i Bourgogne-hertugdømmet i middelalderen.

## Kendte personer fra Nevers
- Maria Kazimiera (1641-1716)
- Bernadette Soubirous(1844-1879)
- Romain Baron (1898-1985)
- Pierre Beregovoy (1925-1993)
- Louis Francis (1900-1959)
- Raoul Follereau (1903-1977)
- Roselyne Bachelot (1946)
- Guy Savoy (1953)

## Uddannelse
- Institut supérieur de l'automobile et des transports